# Jan (Kuchtin)
Jan (Joann), cz. Ján, imię świeckie Michaił Iwanowicz Kuchtin (ur. 7 września?/20 września 1901 w stanicy Kargalskiej w obw. rostowskim, zm. 5 czerwca 1975 w Odessie) – duchowny prawosławny, w latach 1956–1964 zwierzchnik Kościoła Prawosławnego Czechosłowacji z tytułem arcybiskup metropolita Pragi i Czechosłowacji. Z pochodzenia Rosjanin.

## Życiorys
Urodził się w rodzinie duchownego. W 1911 ukończył szkołę podstawową, a w 1915 – Ust-Miedwiedicką szkołę czteroklasową. W tymże roku wstąpił do seminarium duchownego w Nowoczerkasku. Do 1919 zdążył ukończyć cztery lata studiów, następnie został zmobilizowany.
W 1920 wyemigrował do Grecji, a w 1922 (lub 1923) wyjechał do Jugosławii, gdzie rozpoczął studia na 4. roku seminarium duchownego w Prizrenie. Seminarium ukończył w 1926. W kwietniu 1927 przyjął święcenia zakonne z imieniem Joann, w maju tegoż roku wyświęcony został na hierodiakona, a następnie hieromonacha. Do 1950 przebywał w Jugosławii, poświęcając się działalności duszpasterskiej i teologicznej w różnych parafiach i monasterach (m.in. w Visoki Dečani). W 1936 ukończył fakultet teologii prawosławnej na Uniwersytecie w Belgradzie. W latach 1941–1946 był katechetą w gimnazjum żeńskim w Niszu, a od 1948 niósł posługę w różnych parafiach Chorwacji. Od 7 listopada 1948 był profesorem w seminarium w Prizrenie. W 1947 przyjął obywatelstwo ZSRR.
W 1951 został wysłany do Bułgarii. Przebywając w tym kraju zwrócił się do władz ZSRR o zezwolenie na powrót. Jednak w 1953 został przez metropolitę Eleuteriusza wezwany do Czechosłowacji i wyznaczony opiekunem studentów prawosławnego fakultetu teologicznego w Preszowie. 1 października 1953 mianowany docentem tegoż fakultetu i podniesiony do godności archimandryty. 24 października 1954 został wyświęcony na biskupa i mianowany wikariuszem diecezji praskiej z tytułem biskupa žateckiego. Rezydował w Pradze.
17 maja 1956, po ustąpieniu Eleuteriusza sobór lokalny Kościoła Prawosławnego Czechosłowacji wybrał go na metropolitę Pragi i Czechosłowacji. 20 maja tegoż roku w praskiej katedrze Świętych Cyryla i Metodego odbyła się jego uroczysta intronizacja.
W 1964 ze względu na zły stan zdrowia przeniesiony na własną prośbę w stan spoczynku. Wyjechał do ZSRR i zamieszkał w Odessie, gdzie zmarł.